# 今野武雄
今野 武雄（こんの たけお、1907年〈明治40年〉3月17日 - 1990年〈平成2年〉3月29日）は、日本の教育者、数学者、科学史家、政治家。元衆議院議員（日本共産党公認、1期）。イギリスの動物学者・ランスロット・ホグベンの『百万人の数学』を翻訳したことでも知られる。

## 来歴
東京都出身。東京帝国大学理学部数学科を卒業後、東京物理学校（現・東京理科大学）や慶應義塾大学、法政大学などで教鞭を執る傍ら、1933年（昭和8年）に日本共産党へ入党。1940年1月の「唯研事件」第2次一斉検挙をはじめ、戦前は3度の逮捕･投獄を余儀なくされたが、その間も数学・科学史関連の著書・訳書を多数発表した。
戦後は読売新聞論説委員を経て、1946年には民主主義科学者協会（民科）設立に関わり、常任幹事や事務局長に就く。以後鎌倉アカデミア講師や専修大学教授を務め、1949年の衆院選で神奈川2区から出馬し初（トップ）当選。再選を期して1952年の衆院選に挑むも落選する。
政界引退後も労働者教育協会（1952年設立）理事などを歴任し、数学教育に力を尽くしたほか、晩年は伊能忠敬についての研究も行った。
1990年3月29日、多臓器不全により東京都昭島市の昭島相互病院で死去。83歳。

## 主著

### 単著
- 『補習微分学』（陵友社、1934年）
- 『数学論』（三笠書房、1935年）
- 『科学思想史』（プレブス社、1948年）
- 『数の博物館』（新潮社、1950年）
- 『現代人の数学』（日本評論新社、1956年）
- 『伊能忠敬』（新日本出版社、1977年10月）のち現代教養文庫

### 訳書・共著
- ガリレオ・ガリレー著『新科学対話』（岩波文庫、1937年、度々再版）日田節次との共訳
- ランスロット・ホグベン著『百万人の数学:数学上の発明の社会史的背景に立脚せる数学入門書』（日本評論社、1939年 - 1940年）山崎三郎との共訳
- ランスロット・ホグベン著『市民の科学』（日本評論社、1942年）
- デヴィド・オイゲン・スミス著『数学史』（紀元社、1944年）
- カール・マルクス著『数学に関する遺稿』（岩波書店、1949年）玉木英彦との共訳
- ヤ・ベ・ゼリドーウィチ著『科学者・技術者のための数学入門』（岩波書店、1961年）鎮目俊夫との共訳